# Manuel Díaz Vega
Manuel Díaz Vega (Godán, Salas, Principat d'Astúries, 1 de setembre de 1954) és un exárbitre de futbol internacional espanyol. Va ser director tècnic del Comitè Tècnic d'Àrbitres, màxim organisme de l'arbitratge a Espanya durant 17 anys fins al 6 de juny de 2018.

## Trajectòria
Díaz Vega es va iniciar en l'arbitratge en 1975. En 1983 va debutar en la Segona Divisió espanyola i quatre anys més tard va fer el salt a Primera Divisió. El seu primer partit en la màxima categoria va ser un Athletic Club-Real Mallorca disputat el 29 d'agost de 1987.
Va arbitrar en 203 partits en Primera durant tretze temporades, situant-se en el moment de la seva retirada com el quart àrbitre amb més partits la màxima categoria. Va xiular per última vegada en un partit entre Sevilla FC i Rayo Vallecano, del 19 de maig de 2000, corresponent a l'última jornada de la temporada 1999/2000.
Considerat un dels àrbitres espanyols de major prestigi, va ser designat per a arbitrar tres finals de la Copa del Rei (en 1992, 1996 i 1999) i dos de la Supercopa d'Espanya.

### Internacional
Va aconseguir l'escarapel·la FIFA en 1990 i va arbitrar 70 trobades internacionals al llarg de la seva carrera.
La seva primera gran cita internacional va ser en 1992, quan va ser designat per a arbitrar en els Jocs Olímpics de Barcelona. Entre altres trobades, va ser el col·legiat designat per al partit de consolació per la medalla de bronze.
En 1994 va ser el representant de l'arbitratge espanyol en la Copa del Món dels Estats Units, encara que només va dirigir una trobada de la primera fase entre Holanda-Aràbia Saudita. En 1996 va xiular el partit inaugural de l'Eurocopa entre Anglaterra i Suïssa i, novament, no va ser requerit per a cap altra trobada del torneig.
En les competicions internacionals de clubs, va arbitrar el partit d'anada de la Supercopa d'Europa de 1993 entre Parma FC i AC Milan.
La temporada 1995/96 va ser designat per a la final de la Lliga de Campions de la UEFA entre Ajax d'Amsterdam i Juventus FC, sent el segon trencilla espanyol a arbitrar una final de la màxima competició continental, tres dècades després de fer-ho José María Ortiz de Mendíbil. Al llarg de la seva carrera Díaz Vega va arbitrar 18 trobades de la Lliga de Campions.

### Després de la retirada
Després de retirar-se l'any 2000 ha exercit de director tècnic del Comitè Tècnic d'Àrbitres de la Real Federació Espanyola de Futbol i és membre del panell arbitral de la UEFA.

## Controvèrsies
Malgrat ser un dels col·legiats més ben valorats pels organismes rectors espanyols i internacionals, la carrera de Díaz Vega es va veure, sovint, embolicada de polèmiques. En múltiples ocasions les seves actuacions van ser objecte de crítiques per part de jugadors, entrenadors, directius i mitjans de comunicació.
La temporada 1992/93 el Comitè de Competició de la Federació Espanyola de Futbol li va obrir un expedient, per presumptes irregularitats comeses en l'acta d'una trobada entre el Real Club Cèltic de Vigo i el Sevilla Futbol Club en el qual el col·legiat asturià va expulsar a quatre jugadors locals. L'expedient va ser finalment arxivat, mentre que vuit futbolistes cèltics van ser sancionats amb 21 partits i l'Estadi de Balaídos clausurat per dues trobades.
Posteriorment, aquesta mateixa temporada, el Comitè de Competició li va obrir un segon expedient pel seu enfrontament dialèctic amb el llavors tècnic del FC Barcelona, Johan Cruyff. Aquest va criticar l'actuació de Díaz Vega després d'una trobada del seu equip amb el Reial Madrid, afirmant que "debiería dedicar-se a xiular partits d'infantils".  El col·legiat asturià li va replicar l'endemà, acusant el tècnic neerlandès de "bocamoll", "envanit", "superb" i que "es pixa en els pantalons quan s'enfronta al Reial Madrid"..

## Premis i reconeixements
La temporada 1991/92 va ser designat millor àrbitre de la primera divisió d'Espanya pel Comitè Tècnic d'Àrbitres de la Federació Espanyola.
Els anys 1995, 1996, 1997 i 1999 va figurar en rànquing dels deu millors col·legiats del món, elaborat per la Federació Internacional d'Història i Estadística de Futbol (IFFHS).
Va rebre en dues ocasions el Trofeu Guruceta del Diari Marca com a millor àrbitre de Primera, els anys 1992 i 1998.
El 1995 va rebre el premi al Millor Esportista Ovetenc, concedit per l'Ajuntament d'Oviedo.
El 1999, la localitat de La Corredoria -al consell d'Oviedo- li va retre homenatge amb la inauguració d'un estadi municipal que porta el seu nom.

## Estadístiques a Primera Divisió
| Temporada | Partits | T. groga | T. vermella | T. vermella directa |
| --------- | ------- | -------- | ----------- | ------------------- |
| 1987/1988 | 11      | 38       | -           | 1                   |
| 1988/1989 | 12      | 45       | -           | 1                   |
| 1989/1990 | 10      | 44       | -           | -                   |
| 1990/1991 | 13      | 71       | -           | 5                   |
| 1991/1992 | 14      | 78       | -           | -                   |
| 1992/1993 | 12      | 63       | 5           | -                   |
| 1993/1994 | 21      | 102      | 3           | 2                   |
| 1994/1995 | 20      | 84       | 2           | 6                   |
| 1995/1996 | 21      | 121      | 6           | 2                   |
| 1996/1997 | 20      | 115      | 2           | 2                   |
| 1997/1998 | 15      | 71       | 4           | -                   |
| 1998/1999 | 17      | 94       | 2           | 4                   |
| 1999/2000 | 17      | 73       | 1           | 2                   |